# Позориште лутака Ниш
Позориште лутака Ниш је дечје луткарско позориште, које је прерасло из Марионетске секције Пионирског дома „Станко Пауновић” у професионално позориште за децу и једино професионално луткарско позориште за децу и младе у Граду Нишу.

## Називи
Марионетске секције Пионирског дома „Станко Пауновић” (1951 — 1958) · Дечје позориште, са луткарском и живом сценом (1958 — 1962) · Позориште лутака Ниш (1962).

## Историја
Основано као аматерска Марионетска секције Пионирског дома „Станко Пауновић”, почело је са радом 2. децембра 1951. године извођењем комада „Друг за друга” аутора Божане Беговић, и режији Вере Амар. Те године на иницијативу Михајла Вучковића отворена је не само ова луткарске секција у Пионирском дому већ и неколико позоришних секција у нишким школама што је имало велики значај за дањи раѕој културе у Нишу.
Као аматерска секција позориште је радило седам година у сали пионирког дома у нишкој тврђави, и у том периоду извело 28 премијерних представа и стотине реприза.
Одлука о прерастању аматерска секција у Дечје позориште, са луткарском и живом сценом, донета је 23. јуна 1958, када је за првог руководиоца постављен Јордан Пауновић, наставник музичког васпитања. Позориште које је радило у просторијама Дома омладине „Јосип Колумбо” у Нишу. Прве професионалне представе са глумцима - професионалцима биле су:
- Прва професионална марионетска представа, „Златни петлић”, Марије Кулунџић у режији Ивана Шнауца
- Прва премијера на живој сцени, „Чиполино авантуре” Ђанија Радрија, у режији Душана Родића.

Дечје позориште, са луткарском и живом сценом, 1962. године је прерасло у Позориште лутака и исте године са представом „Со вреднија од злата” Бедриха Сватон, у режији Јордана Пауновића, први пут наступило на првим Сусретима професионалних позоришта лутака Србије. 
У сопствену позоришну салу са 150 седишта, позорницом, добрим светлосним уређајима, малом ротацијом. Релативно задовољавајући услови, и све квалитетниј представ омогућиле су позоришту изласка и на иностране сцене, и стивање бројних првих награда и признања на сусретима и фестивалима. У том периоду, „бавећи се претежно марионетама, глумачки ансамбл је достигао завидну вештину анимације и израза прилагођеног захтевима луткарске уметности и афинитетима дечје публике.”
У наменску зграду, у којој се Позориште лутака налази и данас, колектив позоришта уселио се на Дан ослобођења Ниша, 14. октобра 1977. године. Како су у овој згради створени су врхунски услови за рад, до још већег изражаја дошли су како сви облици уметничког изражавања, тако и пуноћа, маштовитост и оригиналност представа. 
У новим условима и са пуно елана, почело је примена различите луткарске технике: марионета, гињол, црни театар, театар сенки ... 
Спремане су и комбиноване представе са живим глумцима на сцени, па и комплетне живе представе као вид делатности којим се желе придобити старији узрасти дечје публике. Све те, нимало лаке задатке остварује врло добра глумачко-аниматорским екипа. Временом устаљени глумачки ансамбл није више довољан сам себи.

## Концепција позоришта
Концепција Луткарског позоришта Ниш заснована је пре свега на неговању традиције и културне баштине Ниша и Србије. Негујући ту традицију ансамбл позоришта деци указују на идентитет и наслеђе из ког потичу. Такође постављајући на луткарску сцену разноврсну тематику и мотиве из светске културне баштине, они деци Ниша и Југа Србије указују и на то да су грађани Европе и света.

## Репертоар и продукција
На репертоару Позориште има годишње око тридесет представа у свим жанровима које познаје луткарска уметност. За децу и млади, месечно се приказује 25-30 представа, а годишње 240. У представама просечно учествује 8 а 10 глумаца.
У сарадњи са вртићима и школама и за све рањиве групе у Нишу и окружењу, позориште на свом репертоару има и хуманитарне представе и акције, што раду у овом позоришту даје посебну димензију.
Просечан број гостовања у другим позориштима месечно је 1-2 (20 годишње)
Просечан број гостовања других позоришта је 10 годишње

## Радно време
Представе за децу и младе, организују се радним данима у преподневним и подневним сатима у 9:30 11:30 16:00, а за оганизоване посете школа и вртића, четвртком у 18:00.
Недељом у 11:30 позориште је отворено за слободну посету. 
Нерадни дан позоришта је субота.
Благајна позоришта ради од 8:00 до 21:00

## Ансамбл
| - Даворин Динић - Тома Бибић - Станислава Јоковић (раније Станислава Милосављевић) - Мирјана Ђорђевић - Наташа Ристић (раније Наташа Дамјановић) - Младен Милојковић - Стефан Младеновић - Марија Цветковић - Татјана Миленковић | - Александра Павловић - Срђан Миљковић - Дејан Гоцић - Светлана Михајловић (раније Светлана Милинковић) - Биљана Вујовић (раније Биљана Пешић) - Слободан Миљковић - Биљана Раденковић - Јелена Ђорђевић - Милош Цветковић |

## Бивши глумци
| - Зоран Лозанчић (1953—2019) - Живкица Ракић (раније Живкица Петровска) - Биљана Стоиљковић (раније Биљана Радосављевић) - Драган Тричковић - Татјана Цветковић - Десанка Крстовић - Видосава Никезић (1937—2025) - Ирена Митић - Милунка Цветичанин - Вукадин Митић (1932—2000) - Божидар Миливојевић - Емина Васић - Небојша Јовановић - Ивана Недовић - Марина Гавриловић - Тројанка Алексић (1944—2014) - Милан Вељковић (1930—2013) - Милена Саџак - Катарина Мештеровић - Дејан Тончић - Александар Кањевац - Миљана Манчић - Димитрије Николић (1930—1993) - Маријана Рајчевић (1935—2006) - Мирослава Јанковић - Миодраг Рашић - Мирослав Ђорђевић - Миодраг Павловић | - Мирослав Јовић - Иван Ђорђевић - Јелена Михајловић - Сања Јефтић - Михаел Стошић - Дина Арсић - Никола Цекић - Љиљана Петровић - Биљана Петровић - Весна Жилић Стојковић - Снежана Веселиновић - Горан Милев - Душица Николић - Станислава Мучалица - Стојан Младеновић - Миодраг Ђурић - Верица Јовановић - Милица Стојковић - Момчило Рашић - Мирјана Чершков - Мирослав Хлушичка - Синиша Сибиновић - Миодраг Цветичанин - Олгица Ђорђевић | - Марија Пешић - Љубинка Златковић - Зоран Бјелић - Верица Бјелић - Еуген Фабијан - Сима Крстовић - Миодраг Отовић - Сања Пејчић - Сања Крстовић - Ђорђе Козић - Данијела Ивановић - Ненад Илић - Душан Благојевић - Александар Стаменковић (1972—2020) - Александар Трмчић - Милан Марковић - Никола Божановић - Зоран Жикић - Владимир Петров |